# Statue de saint Pierre (Loguivy-Plougras)
Pour les articles homonymes, voir statue de saint Pierre.
La statue de Saint Pierre de la chapelle Notre-Dame du Dresnay à Loguivy-Plougras, une commune du département des Côtes-d'Armor dans la région Bretagne en France, est une statue de saint Pierre de la première moitié du XVIe siècle.

## Description
Saint Pierre apôtre est coiffé d'une tiare, et vêtu d'un surplis et d'une chape. Il tient dans la main gauche une clé et dans l'autre main une crosse. Restauration en 2011 par Coreum. La tiare est cassée et la main gauche est manquante.

## Historique
La statue en bois polychrome est inscrite monument historique au titre d'objet le 4 juillet 1977.